# Ranchería Enterprise
La ranchería Enterprise es la reserva india para la tribu Maidu, ubicada en el condado de Butte, cerca de Oroville, California. Las comunidades exteriores más cercanas son Berry Creek y Forbestown. Está regida por un consejo tribal de cuatro miembros. Glenda Nelson es el actual jefa tribal.